# 中村尚武
中村 尚武（なかむら なおたけ、1869年1月22日（明治元年12月10日）- 1937年（昭和12年）5月11日）は、明治から昭和前期の酒造家、実業家、政治家。衆議院議員、千葉県山武郡鳴浜村長。

## 経歴
上総国山辺郡白幡村（千葉県山武郡鳴浜村、成東町を経て現山武市白幡）で、酒造業・石田藤蔵の長男として生まれた。1890年（明治23年）東京専門学校（現早稲田大学）法律科を卒業した。
1893年（明治26年）まで岡山地方裁判所書記を務めた。帰郷して酒造業、農業を営む。九十九里鉄道社長なども務めた。
1907年（明治40年）9月、千葉県会議員に選出され1911年（明治44年）9月まで1期在任し、同副議長も務めた。この間、中等教育の推進、道路の整備などに尽力した。
1912年（明治45年）5月、第11回衆議院議員総選挙（千葉県郡部、 立憲国民党）に立候補したが落選。1915年（大正4年）3月の第12回総選挙（千葉県郡部、 立憲同志会）で当選し、その後、憲政会に所属して衆議院議員に1期在任した。この間、衆議院懲罰委員などを務めた。
その後、1926年（大正15年）9月から1930年（昭和5年）9月まで鳴浜村長を務めた。